# V Cassiopeiae
V Cassiopeiae är en pulserande variabel av Mira Ceti-typ i stjärnbilden Cassiopeja. 
Stjärnan varierar mellan magnitud +6,9 och 13,4 med en period av 228,83 dygn.